# Tündér Lala (tévéjáték)
A Tündér Lala egy a Magyar Televízió által készített és 1981. december 24-én, csütörtökön 20:05-ös kezdettel az M1-en bemutatott színes magyar mesejáték, tévéfilm, ifjúsági film Szabó Magda írása után Katkics Ilona rendezésében. Moziban is műsorra tűzték 1982-ben.

## Készítették
- Rendező: Katkics Ilona
- Írta: Szabó Magda
- Forgatókönyvíró: Békés József
- Díszlettervező: Nagy Sándor
- Operatőr: Bónis Gyula
- Vágó: Sándor Éva

## Szereplők
| Szerep                                       | Megjegyzés | Színész                  |
| -------------------------------------------- | --- | ------------------------ |
| Írisz királynő                               | Tündérország uralkodója, Lala édesanyja, Áterpáter megzsarolja, hogy nyilvánosságra hozza, hogy a fiának félig emberi szíve van, ha nem megy hozzá feleségül. Magyar hangja: Borbás Gabi | Irina Alfjorova(ru)(en)  |
| Tündér Lala                                  | királyfi, trónörökös herceg | Mészáros Marci           |
| Áterpáter                                    | varázsló, kettős szerepben, kiderül róla, hogy valójában egy csaló | Gelley Kornél Nagy Gábor |
| Amalfi kapitány                              | Írisz királynő jegyese, de száműzik az országhatárra, miután Áterpáter megzsarolja a fiával a királynőt.                                                                                 | Ernyey Béla              |
| Csil                                         | patikus, de kiderül róla, hogy ő az igazi Áterpáter, a varázsló. Írisz királynő lemondása után Tündérország királyává választják                                                         | Horváth Sándor           |
| Kencefice                                    | Csil felesége, férje uralkodóvá választásával Tündérország királynéja lesz. | Komlós Juci              |
| Omikron                                      | az államtanács tagja | Benkő Gyula              |
| Parancsnok                                   | | Sárosi Gábor             |
| Jusztin                                      | az államtanács tagja | Tyll Attila              |
| Péter                                        | tájképfestő | Bálint András            |
| Bea                                          | Péter unokahúga | Ferencz Orsolya          |
| Dagi                                         | az államtanács tagja | Győrffy György           |
| Und                                          | az államtanács tagja | Harkányi Endre           |
| Citó                                         | az államtanács tagja | Paudits Béla             |
| Meccs                                        | az államtanács tagja | Horkai János             |
| Gigi                                         | a kis Gigi, az igazat kiáltó egyszarvú, hangja: Pogány Judit | –                        |
| Minó                                         | az államtanács tagja | Komáromi István          |
| Komorna                                      | | Bor Adrienne             |
| Kormorán                                     | magyar hangja: Kránitz Lajos | Jurij Szarancev          |
| Gép                                          | hangja: Csákányi László | –                        |
| Párna                                        | hangja: ? | –                        |
| Szék                                         | hangja: Szatmári István | –                        |
| Csodafa                                      | hangja: Bencze Ilona | –                        |
| Szárny                                       | hangja: Feleki Sári | –                        |
| További szereplők:                           | |                          |
| Bárány Frigyes (hang), Grűnwald Kati (hang). | |                          |